# Aspach-le-Bas
Aspach-le-Bas é uma comuna francesa na região administrativa de Grande Leste, no departamento Alto Reno. Estende-se por uma área de 8,05 km². Em 2010 a comuna tinha 1 345 habitantes (densidade: 167,1 hab./km²).